# 山崎覚太郎
山崎 覚太郎（やまざき かくたろう、1899年6月29日 - 1984年3月1日）は、漆芸家。富山県出身。

## 略歴
1924年東京美術学校漆工科卒。1925年パリ万国博覧会で金賞。1928年より東京美術学校助教授、のち東京芸術大学教授を務める。
1939年文展審査員、1946年日展審査員、1950年日展運営会参事、1957年常任理事。1954年日本芸術院賞受賞。帝展特選受賞。1957年日本芸術院会員。1958年日展常務理事、1969年理事長、1974年会長、1978年顧問。1961年現代工芸美術家協会を設立、委員長となる。1965年会長。1984年3月1日、東京都杉並区内の病院にて心不全により死去。

## 受賞・栄典
- 1925年：パリ万国博覧会金賞
- 1966年：文化功労者
- 1970年：勲二等瑞宝章受章
- 1977年：勲二等旭日重光章受章

## 業績
多彩な色漆を使った簡潔で軽妙な図案と斬新な構図で蒔絵にこだわらない絵画的表現を確立。漆芸を実用の概念から解放し、現代的表現の可能性を追求した。

## 著書など
- 『海外工芸の新傾向』 日本輸出工芸聯合会 1937
- 『山崎覚太郎作品集』 光琳社出版 1971
- 山崎覚太郎著書(CiNii)